# Johanne Skram Knudsen
Ida Johanne Skram Knudsen, född 1889, död 1971, var en dansk författare och manusförfattare. Hon var gift med författaren Poul Knudsen och dotter till den danske författaren Erik Skram och den norska författarinnan Amalie Skram, född Alver.

## Filmmanus
- 1914 – Gatans barn
- 1915 – När konstnärer älska